# Lia Williams
Lia Williams, född 26 november 1964 i Birkenhead, är en brittisk skådespelare.
Williams har bland annat medverkat i filmen Scoop. Hon har även medverkat i TV-serierna The Capture och The Crown.

## Filmografi (i urval)
- 2016–2022 – The Crown (TV-serie)
- 2019–2022 – His Dark Materials (TV-serie)
- 2019–2022 – The Capture (TV-serie)
- 2024 – Scoop